# La Terre et l'Ombre
Pour plus de détails, voir Fiche technique et Distribution.
La Terre et l'Ombre (La tierra y la sombra) est un film dramatique colombien réalisé par César Augusto Acevedo sortie en 2015.
Il est présenté à la Semaine de la critique au  Festival de Cannes 2015 où il est primé de la Caméra d'Or et des Prix Révélation France 4 et Prix SACD de cette section parallèle. Il a aussi remporté l'Alexandre d'argent au Festival international du film de Thessalonique 2015.

## Synopsis
Dix-sept ans après avoir divorcé, un vieux paysan revient chez lui pour soutenir les siens lors d'une grave maladie de son fils. Il retrouve sa ferme noyée au milieu de champs de cannes à sucre, dont l'exploitation génère de permanentes retombées de cendres. Lors de ces retrouvailles, il découvre dans le même temps les difficiles conditions de vie et les luttes des paysans surexploités dans ces champs,.

## Fiche technique
- Titre original : La tierra y la sombra
- Titre français : La Terre et l'Ombre
- Réalisation : César Augusto Acevedo
- Scénario : César Augusto Acevedo
- Photographie : Mateo Guzmán
- Montage : Miguel Schverdfinger
- Production : Diana Bustamante
- Pays d'origine :  Colombie
- Format : Couleurs - 35 mm - 1,85:1
- Genre : drame
- Durée : 97 minutes
- Distributeur : K-Films Amérique (Québec)
- Date de sortie :
  - France : 18 mai 2015 (Festival de Cannes 2015), 3 février 2016 (sortie nationale)
  - Colombie : 23 juillet 2015
  - Québec : 28 août 2015

## Distribution
- Haimer Leal : Alfonso, le grand père
- Hilda Ruiz : Alicia, la grand mère
- Edison Raigosa : Gerardo, le fils
- Marleyda Soto : Esperanza, la belle-fille
- Felipe Cárdenas : Manuel, le petit-fils

## Style
Le rythme du film est décrit comme très lent, pour mieux traduire la pesanteur de l'ambiance, « le rythme de l’agonie, le battement de cœur au ralenti d’êtres dans la marge, que l’on a contraint trop longtemps à un abattage surhumain, et qui n’ont plus la force de se battre ». Il comporte relativement peu de dialogues,.

## Production

### Genèse et développement
Le style comporte de forts éléments autobiographiques : tourné dans la vallée de la Cauca, aux pieds des Andes, dont est originaire le réalisateur, il reprend une thématique de l'absence, de la disparition et de la séparation avec les siens :

« Quand j’ai commencé à écrire le scénario, ma mère était morte, mon père n’était qu’un fantôme et, puisque je n’arrivais pas à raviver mes souvenirs, j’avais l’impression d’avoir perdu mes parents pour toujours. J’ai ressenti le besoin de faire un film qui me permettrait de retrouver les deux personnes les plus importantes de ma vie, à travers le langage de cinéma. »

### Attribution des rôles
Le film est entièrement tourné par des non professionnels.

### Tournage
Le film est tourné dans la vallée de la Cauca, aux pieds des Andes, dont est originaire le réalisateur.

## Accueil

### Accueil critique
En France, l'accueil critique est positif : le site Allociné recense une moyenne des critiques presse de 3,7/5, et des critiques spectateurs à 3,5/5.
Pour Jean-Baptiste Morain des Inrockuptibles, « on pourrait parfois suspecter César Acevedo d'avoir tout fait, esthétiquement, pour plaire à un jury de festival de cinéma… Mais il s'en dégage une telle sincérité qu’il est impossible de ne pas y voir le chant désespéré d’un Colombien sur les siens. Un chant dont la sincérité, l'extrême sobriété et la beauté faussement sereine désignent sans ambages les crimes sans pitié du libéralisme anonyme. ».
Pour Frédéric Strauss de Télérama, « c'est peu dire que chaque plan frappe le regard, tant les efforts du cinéaste portent sur la forme, aussi élaborée que le quotidien des personnages est simple. Le contraste devient parfois déséquilibre, et les effets de mise en scène figent alors le propos. Mais cette évocation de vies de labeur libère une indéniable puissance tragique. ».
Pour Jacques Mandelbaum du Monde, La Terre et l'Ombre est« un film de territoire, de fidélité, de résistance, terriblement concret, et cependant quasiment abstraità force de subordonner intrigue, décors et personnages à cette sorte de fatalité sourde, qui relie une famille de paysans au lieu qui l’a vu naître.. ».

## Prix
- Festival de Cannes 2015 : Caméra d'Or, Prix Révélation France 4 et Prix SACD de la Semaine de la critique, prix du Grand Rail d'or
- Festival international du film de Thessalonique 2015 : Alexandre d'argent.